# Кубок Лаосу з футболу 2025
Кубок Лаосу з футболу 2025 — (також відомий як Коммандо Кубок Федерації футболу Лаосу) 14-й розіграш кубкового футбольного турніру у Лаосі. Титул володаря кубка вперше здобула Езра.

## Календар
| Раунд          | Дата             | Матчі | Клуби  |
| -------------- | ---------------- | ----- | ------ |
| Груповий раунд | 23-29 січня 2025 | 12    | 12 → 8 |
| 1/4 фіналу     | 13 лютого 2025   | 4     | 8 → 4  |
| 1/2 фіналу     | 18 лютого 2025   | 2     | 4 → 2  |
| Фінал          | 8 березня 2025   | 1     | 2 → 1  |

## 1/4 фіналу
| Команда 1      | Рахунок      | Команда 2         |
| -------------- | ------------ | ----------------- |
| 13 лютого 2025 |              |                   |
| Намта Юнайтед  | 1:5          | Езра              |
| Хуеа Лек (2)   | 0:2          | Хаммуан Армія (2) |
| Янг Елефантс   | 3:1          | Саван Юнайтед (2) |
| Секонг (2)     | 1:1 пен. 3:4 | Армія Лаосу       |

## 1/2 фіналу
| Команда 1      | Рахунок | Команда 2         |
| -------------- | ------- | ----------------- |
| 18 лютого 2025 |         |                   |
| Езра           | 12:0    | Хаммуан Армія (2) |
| Янг Елефантс   | 2:1     | Армія Лаосу       |

## Фінал
| 8 березня 2025 10:30 (EEST) |

| Езра                               | 2:1 дч   | Янг Елефантс |
| ---------------------------------- | -------- | ------------ |
| Тхонгкхамсават 45' Сіпхонгпхан 97' | Протокол | Суванні 77'  |

| Чампасак, Паксе |